# 더스틴 브라운 (아이스하키 선수)
더스틴 제임스 브라운(영어: Dustin James Brown, 1984년 11월 4일~)은 미국의 전직 아이스하키 선수로 현역 시절 내셔널 하키 리그(NHL)의 로스앤젤레스 킹스에서 라이트윙으로 뛰었다. 2012-13 시즌 파업 당시에는 스위스 취리히에 연고를 둔 ZSC 라이언스에서 활동하기도 했다. 2003년부터 로스앤젤레스 킹스의 선수로 활동하면서 2008년부터 2016년까지 팀의 주장을 역임했고, 2012년과 2014년에 스탠리 컵 우승을 확정하는 데에 기여하였다. 특히 2012년에는 데리언 해처 이후 사상 두번째로 스탠리 컵 우승을 경험한 미국인 주장이 되었다.
미국 아이스하키 국가대표팀의 일원으로도 활약하여 3번의 세계 선수권 대회와 두 번의 올림픽에 참가하였으며, 2004년 세계 아이스하키 선수권 대회 당시에는 동메달을 획득했고, 2010년 동계 올림픽 당시에는 팀의 부주장을 맡으며, 올림픽 은메달 획득에 기여하였다.

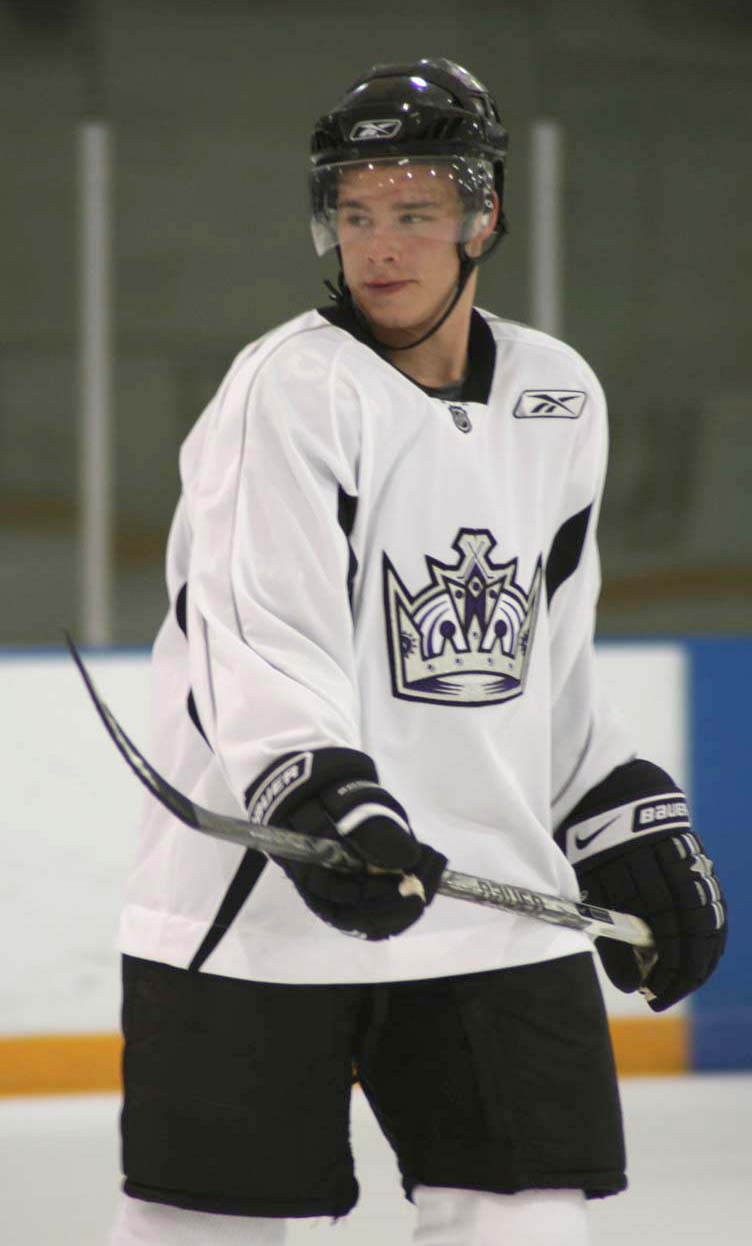
2007년 9월 로스앤젤레스 킹스 소속 당시의 브라운

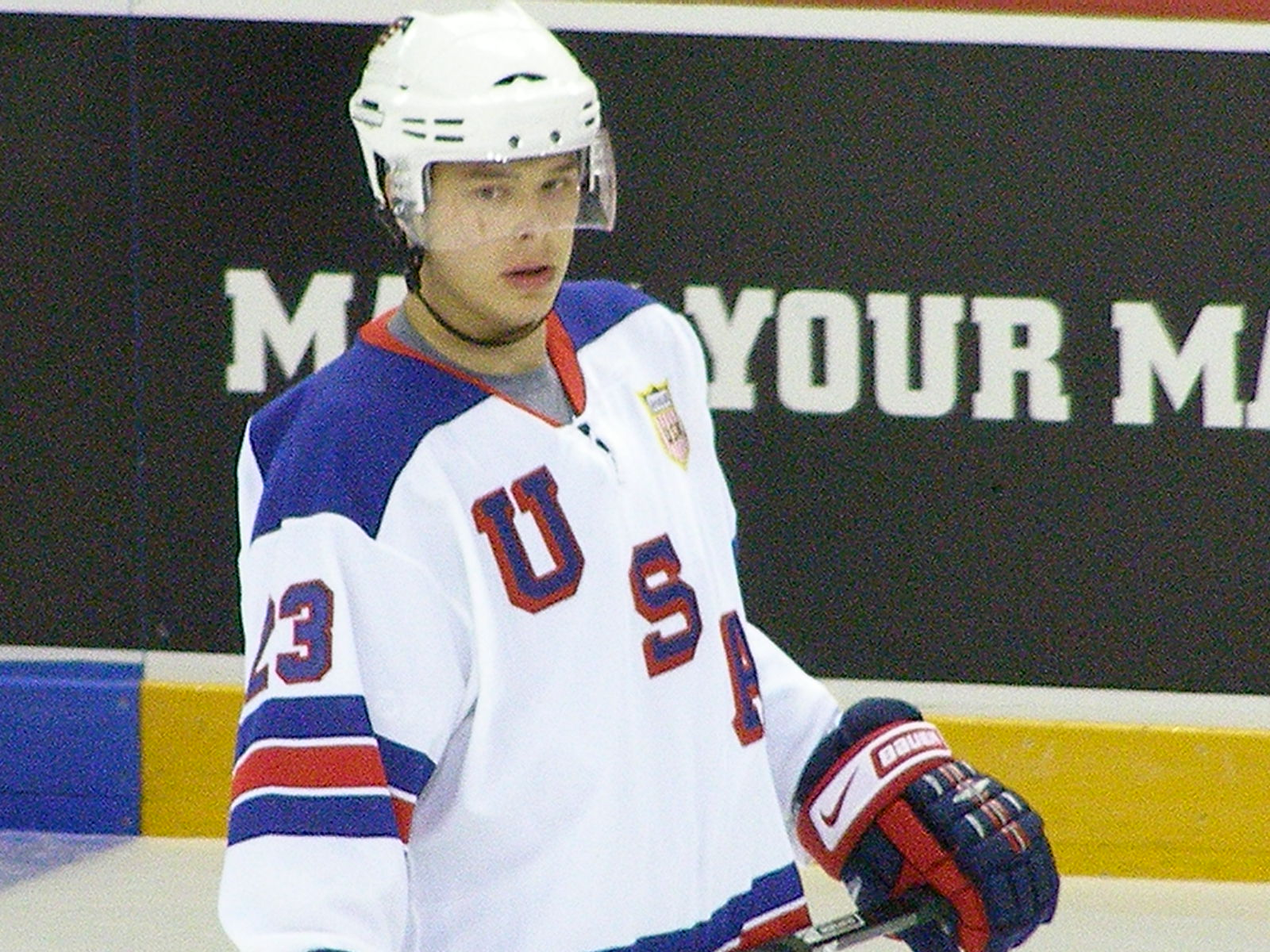
2008년 세계 선수권 대회 당시의 브라운